# Jarosławiec (województwo zachodniopomorskie)
Jarosławiec (niem. Jershöft) – wieś w północnej Polsce, na Wybrzeżu Słowińskim, położona w województwie zachodniopomorskim, w powiecie sławieńskim, w gminie Postomino. Jarosławiec jest nadmorskim kurortem z bazą noclegową szacowaną na 30 tysięcy osób.

## Położenie
Jarosławiec jest wsią rekreacyjno-wypoczynkową i rybacką położoną na wybrzeżu Morza Bałtyckiego, na Przylądku Jarosławiec. Leży między miejscowościami Wicko Morskie i Darłowo (11 km na północ od drogi wojewódzkiej nr 203, która łączy Koszalin i Darłowo z Ustką), na zachód od jeziora Wicko. Przy wschodniej części wsi do Morza Bałtyckiego uchodzi rzeka Głównica.
W latach 1975–1998 miejscowość administracyjnie należała do województwa słupskiego.
Miejscowość otaczają sosnowe lasy (m.in. z udziałem sosny czarnej, modrzewi, daglezji). Przeważa roślinność wydmowa (m.in. mikołajek nadmorski). Brzegiem, na odcinku ok. 2 km, ciągną się klify dochodzące do 45 m wysokości.
W Jarosławcu oraz jego najbliższej okolicy znajduje się kilka budynków o konstrukcji szachulcowej z XIX i XX wieku.
Po wschodniej stronie miejscowości zlokalizowany jest poligon wojsk NATO.

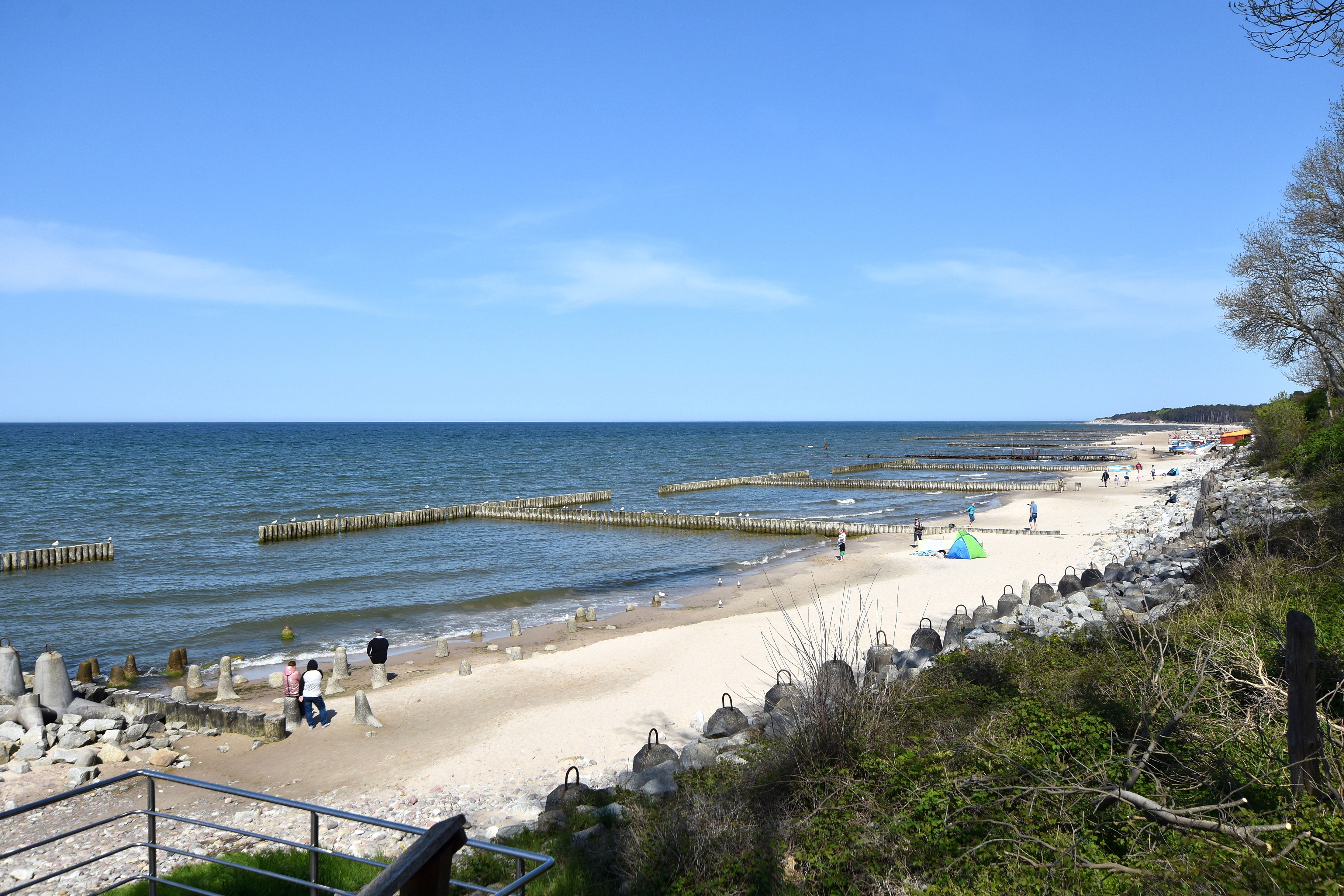
Plaża
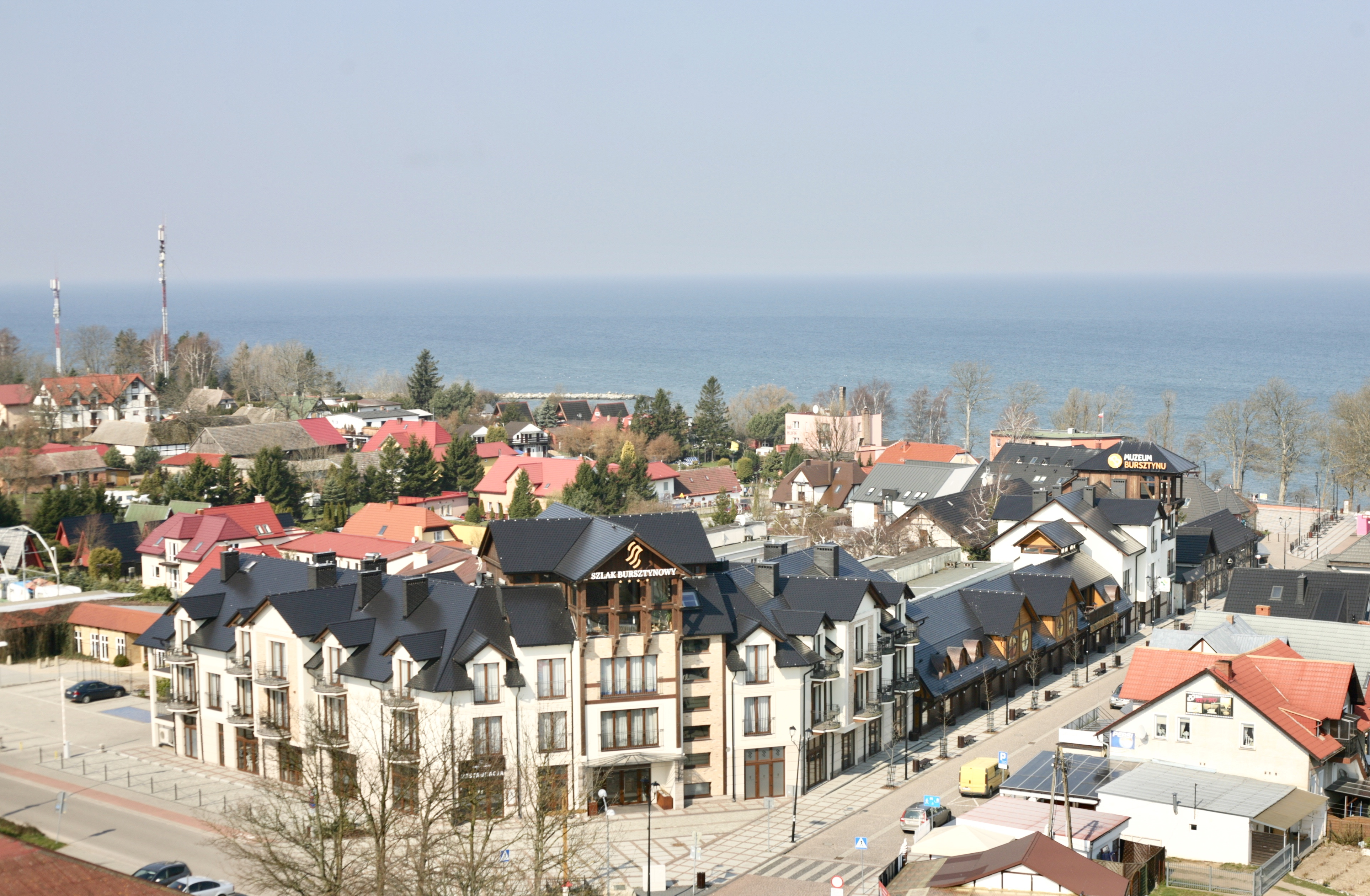
Centrum Jarosławca, widok z latarni morskiej
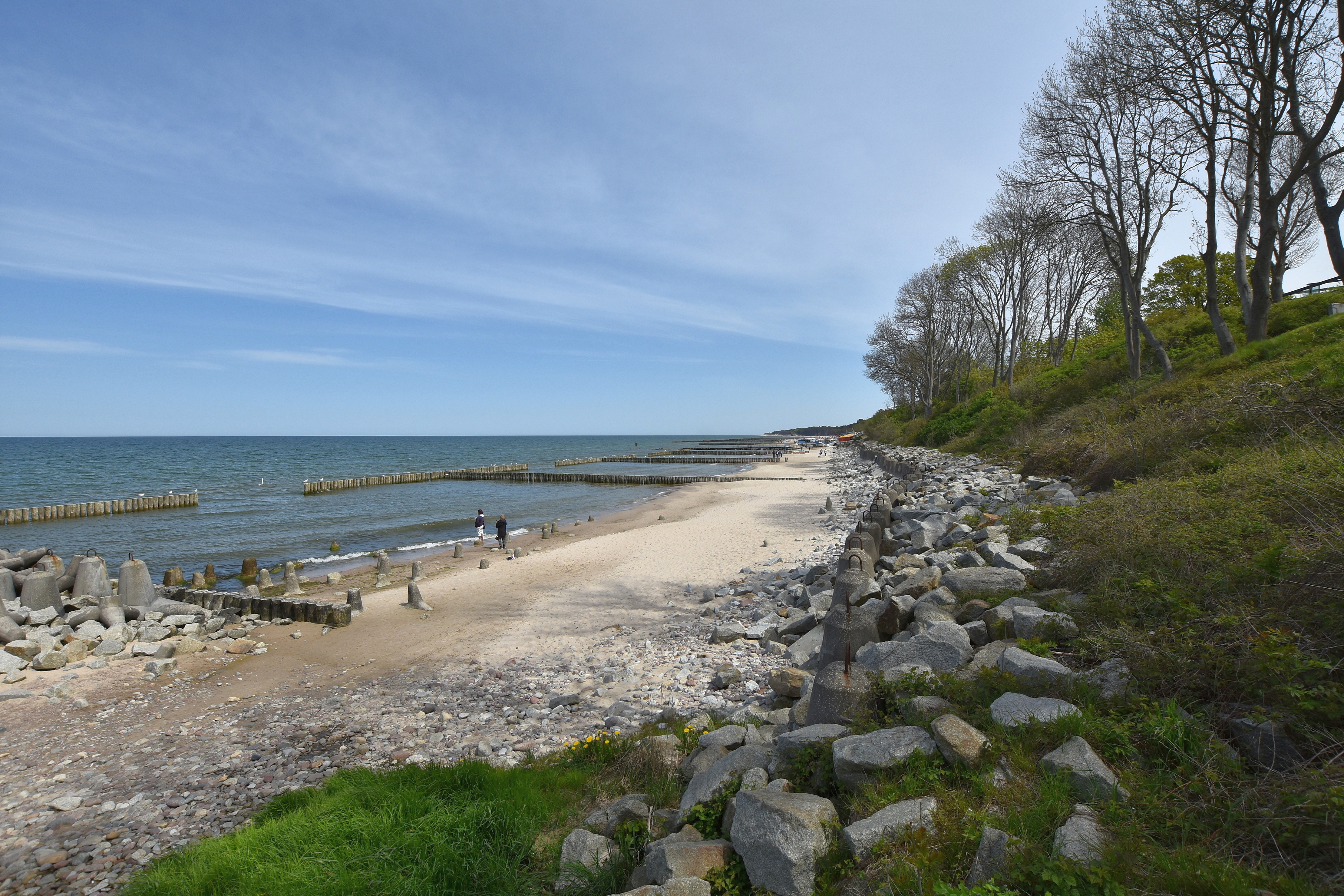
Plaża

## Historia
Jarosławiec po raz pierwszy wzmiankowany był w 1460 jako wieś rybacka Garzhouede. W mowie potocznej osadę nazywano również Röwershof. Nazwa miała pochodzić od niemieckiego rauben (rabować), ponieważ mieszkańcy plądrowali statki, które często miały rozbijać się na płytkich ławicach piasku przy Jarosławcu. Wieś była wówczas częścią darłowskiej domeny książąt zachodniopomorskich. Z danych z 1648 wynika, że mieszkało w nim wówczas czterech kmieci, siedmiu zagrodników z rodzinami oraz siedemnastu parobków, co czyniło Jarosławiec największą wsią w regionie.
Miejscowość była pierwotnie rybacką osadą, której mieszkańcy trudnili się także poławianiem i obróbką bursztynu. Zajęcie to było niezwykle dochodowe. Używając wiklinowych koszy, mieszkańcy wyławiali skarby morza (muszle, glony, kamienie, patyki), wśród których często udawało się odnaleźć bryłki bursztynu. Niektóre z nich miały ważyć nawet 2 kg.
Do Jarosławca stale postępował napływ niemieckich osadników, a wraz z nimi utrwalał się charakterystyczny styl architektoniczny, będący połączeniem zabudowy ryglowej i szachulcowej (dolnosaksoński). Po dziś dzień w całości zachowały się tylko dwie zagrody pruskie oraz kilka pojedynczych domów. Nowo powstająca zabudowa częściowo nawiązuje do dawnych tradycji.
Od XIX w. następował powolny rozwój funkcji turystycznych – już przed I wojną światową wypoczywali tu przedstawiciele niemieckich środowisk artystycznych. W 1905 wieś zamieszkiwało 267 osób, z czego 100% stanowili Niemcy, a ponad 99% protestanci. W latach 1920–1932 wakacje spędzał we wsi malarz ekspresjonistyczny Karl Schmidt-Rottluff, który przez kilkanaście lat uwieczniał pejzaże Jarosławca w swoich pracach.
W 1946 wieś została włączona do nowo powstałego województwa szczecińskiego na terenie powojennej Polski. W 1947 ustalono urzędowo nazwę Jarosławiec.

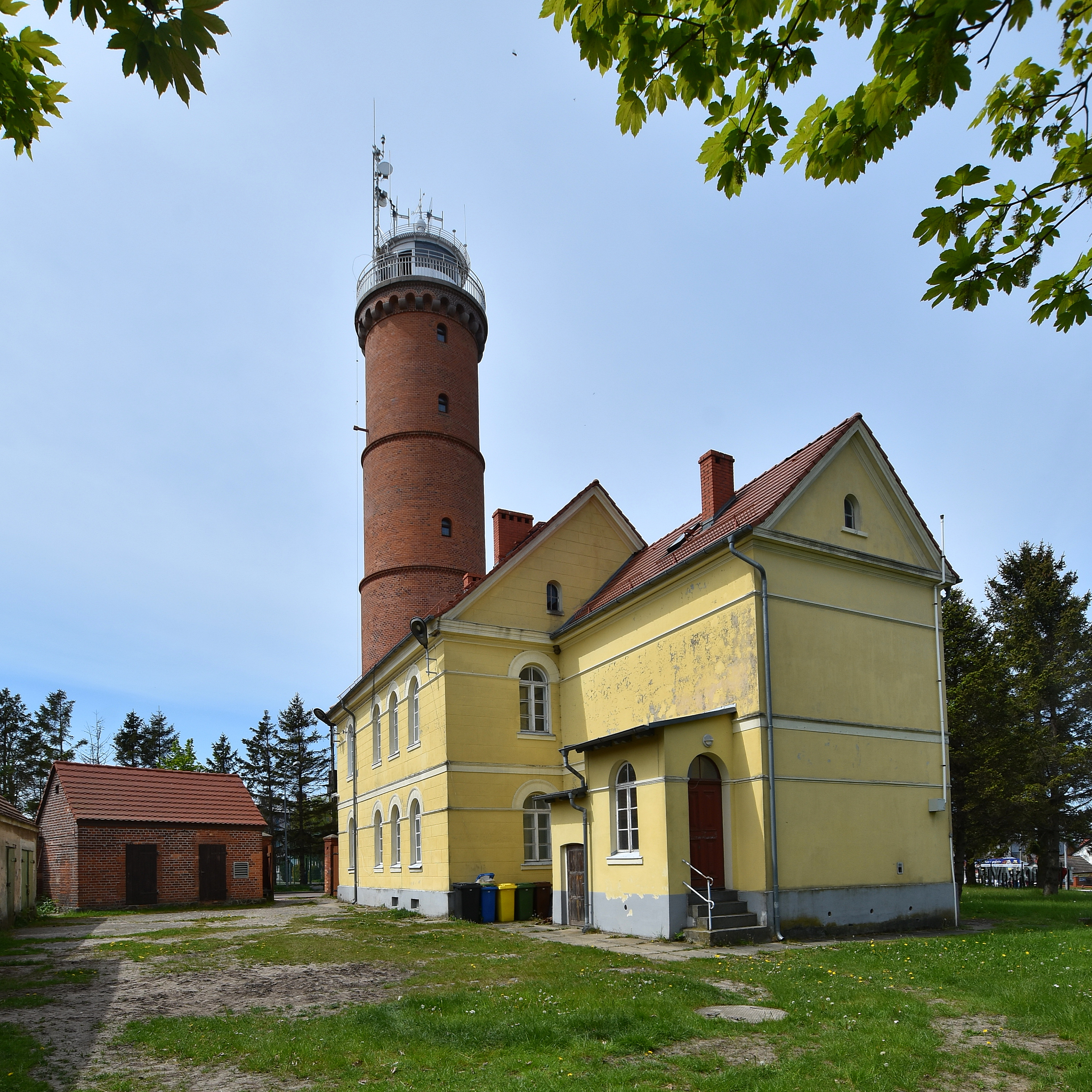
Latarnia morska
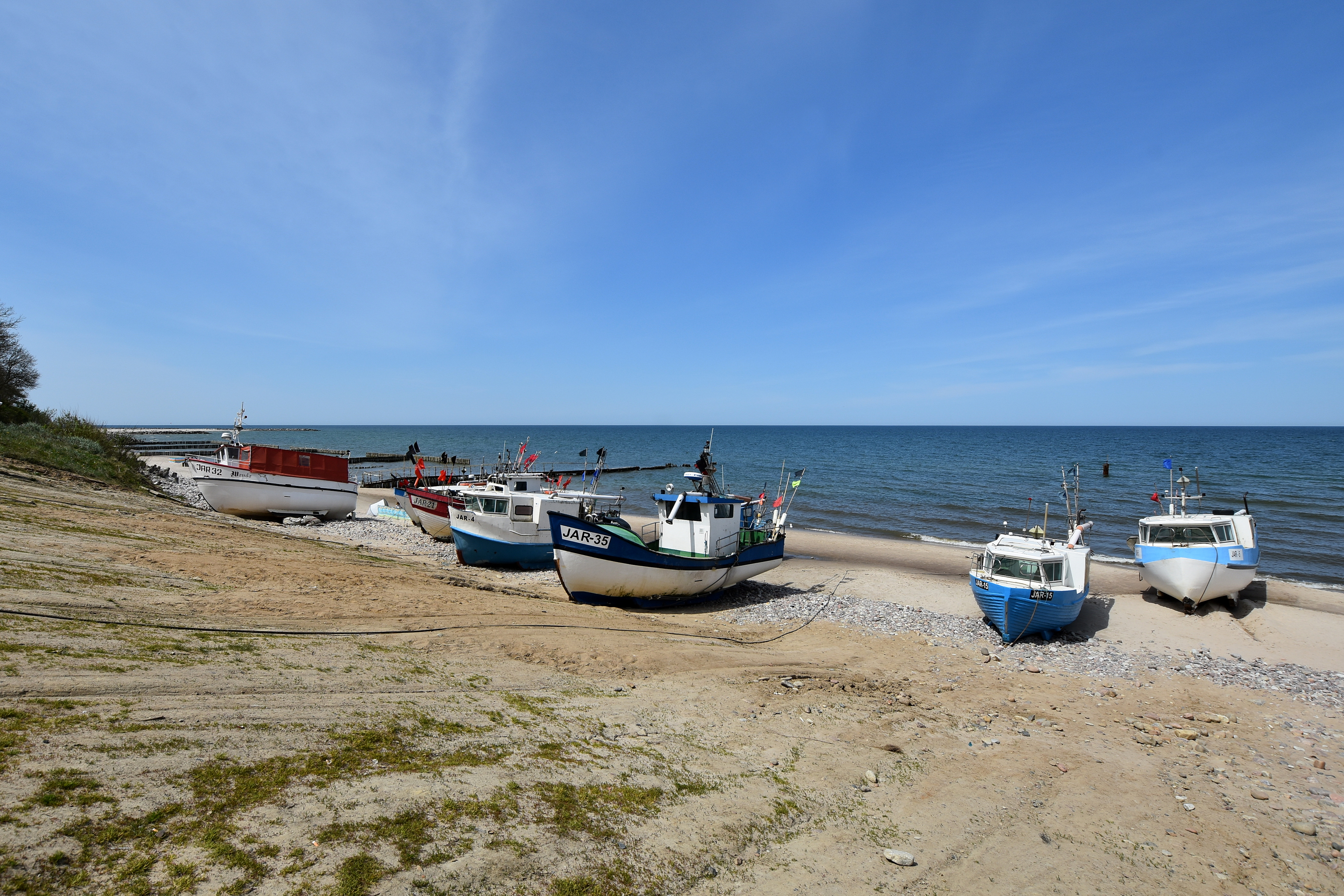
Przystań morska
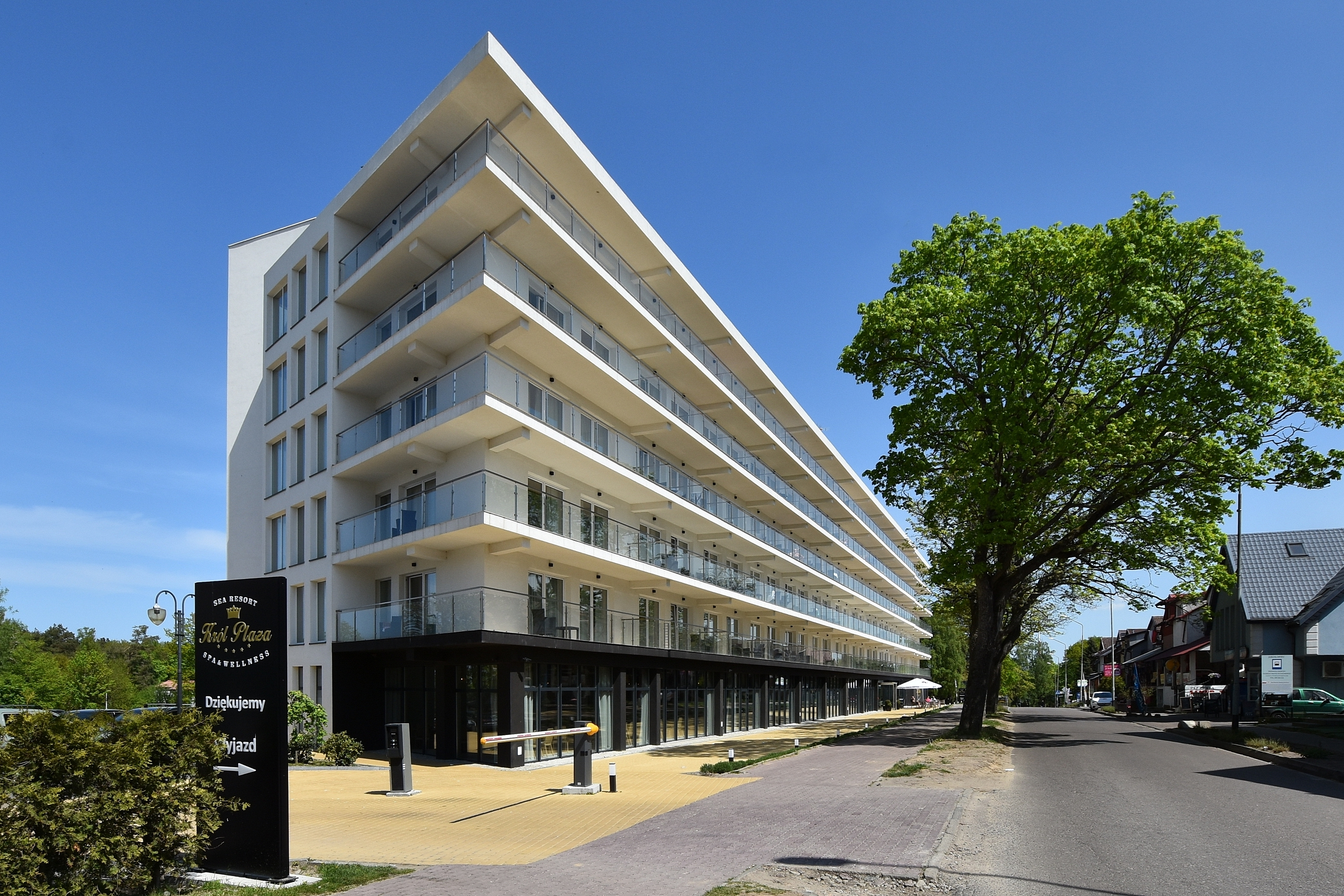
Hotel „Król Plaza”

## Turystyka
Do wybuchu II wojny światowej Jarosławiec odwiedzało około 2000 turystów rocznie, a miejscowość rozwijała się powoli. Letnicy cenili sobie otoczenie lasów sosnowych, szerokie plaże i oddalenie od większych ośrodków miejskich. Po 1945 (a zwłaszcza w latach 70. i 80. XX wieku) w Jarosławcu powstało kilkadziesiąt wypoczynkowych ośrodków pracowniczych, a do 1989 miejscowość odwiedzana była już przez około 30 tysięcy gości rocznie. Od okresu transformacji ustrojowej (1989–1990) następował coraz szybszy rozwój turystyki. Jarosławiec przyciągał już nie tylko wyjątkowym krajobrazem, ale również kształtującą się świadomością zdrowotną. Pobyt w Jarosławcu, miejscowości leżącej w pasie najczystszego w Polsce powietrza, w dodatku silnie najodowanego, pozytywnie wpływał na leczenie górnych dróg oddechowych. Po 1990 państwowe ośrodki zostały sprywatyzowane, powstało wiele kwater prywatnych, pensjonatów, hoteli, pól namiotowych itd. W latach 2010–2019 Jarosławiec odwiedzany był przez ok. 120–170 tysięcy turystów rocznie, głównie rodziny z dziećmi i pary szukające spokoju.
Od 1990 w Jarosławcu odbywa się Międzynarodowy Bieg po Plaży.
W miejscowości wyznaczono 2 kąpieliska morskie: „Jarosławiec Wschód” o długości 0,5 km i „Jarosławiec Zachód” o długości 1,5 km. Sezon kąpielowy obejmuje okres pomiędzy 16 czerwca a 31 sierpnia. W 2012 kąpielisko Jarosławiec Wschód spełniało wytyczne wymogi jakościowe dla wody w kąpielisku Unii Europejskiej.
W Jarosławcu znajduje się ceglana latarnia morska z 1835 o wysokości 33,3 m. Jej światło można dostrzec z odległości 24 mil morskich.
Atrakcją jest również miejscowa przystań rybacka, przy której funkcjonują sklepy oferujące świeżą rybę, a także (w okresie letnim) rejsy niewielkim statkiem wycieczkowym.
Niedaleko miejscowości znajdują się polodowcowe jeziora Kopań i Wicko. Kopań jest dostępny dla turystów od strony miejscowości Wicie, trzeba jednak przejść ok. 6 km najcieplejszą w Polsce plażą.

### Plaże w Jarosławcu
Do 2008 wybrzeże stanowiły kamieniste i piaszczyste plaże. Na początku 2009 zakończyły się prace, wykonane na części terenu położonego w okolicy przystani morskiej, które polegały na wykonaniu ostrogi palowej, opaski z gwiazdoblokami mającej zabezpieczać brzeg oraz refulacji. Uzupełniono także piasek, którego 10 tys. m³ przywieziono z Ustki. Jednak prawdziwej metamorfozy plaże w Jarosławcu doznały 7 lat później. W 2016 rozpoczęła się największa brzegowa inwestycja na całej linii brzegowej w historii Polski. Za kwotę 160 milionów złotych wzdłuż części plaży w Jarosławcu wykonano kamienne ramiona, które z jednej strony miały osłaniać wysoki klif Jarosławca, z drugiej stały się przyczółkiem do powstania największej, sztucznej plaży w Europie o powierzchni 5 ha. Inwestycję zakończono w 2018, a Jarosławiec zyskał największą i najczystszą plażę w Polsce. Koszt inwestycji zamknął się w 170 mln zł, a nowa plaża zyskała w mediach przydomek „polskiego Dubaju”.

### Muzeum Bursztynu
W Jarosławcu znajduje się Muzeum Bursztynu, które przedstawia genezę bursztynu bałtyckiego. Jest to jedyne na świecie scenograficzne (a nie dowodowe) muzeum bursztynu opierające się w pełni na rekonstrukcjach. Zbiory muzeum stanowi około 1500 muzealiów, z których 150 prezentowanych jest zamiennie na ekspozycjach. Cenniejsze eksponaty to bryła bursztynu ważąca 2906 gramów, niebieski bursztyn bałtycki oraz bardzo rzadkie, a doskonale zachowane inkluzje pasikonika, szyszki sosnowej i szerszenia. Muzeum Bursztynu stanowi część kompleksu hotelowo-handlowo-rekreacyjnego Hotelu Szlak Bursztynowy o łącznej powierzchni ok. 6000 m².

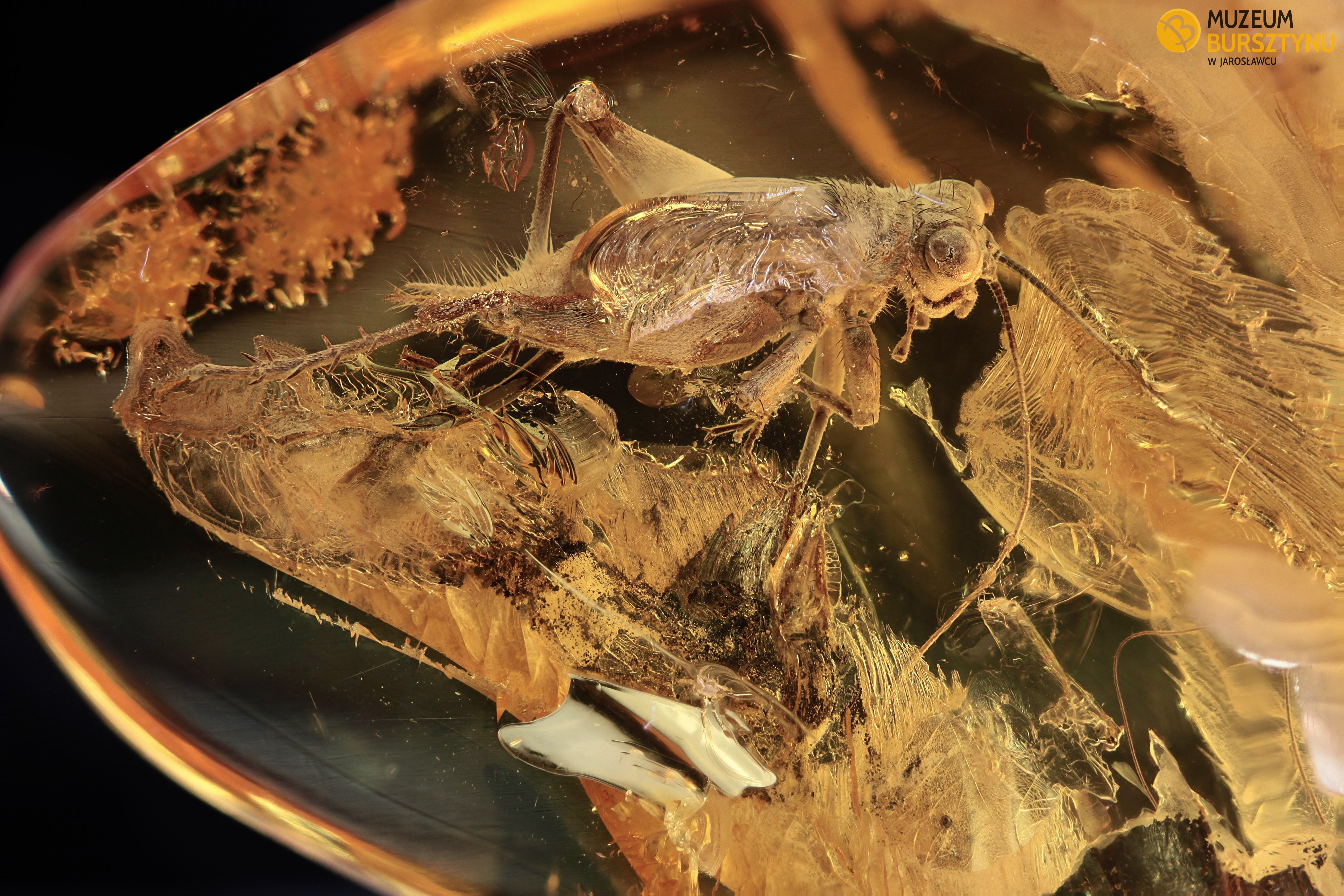
Eksponat w Muzeum Bursztynu
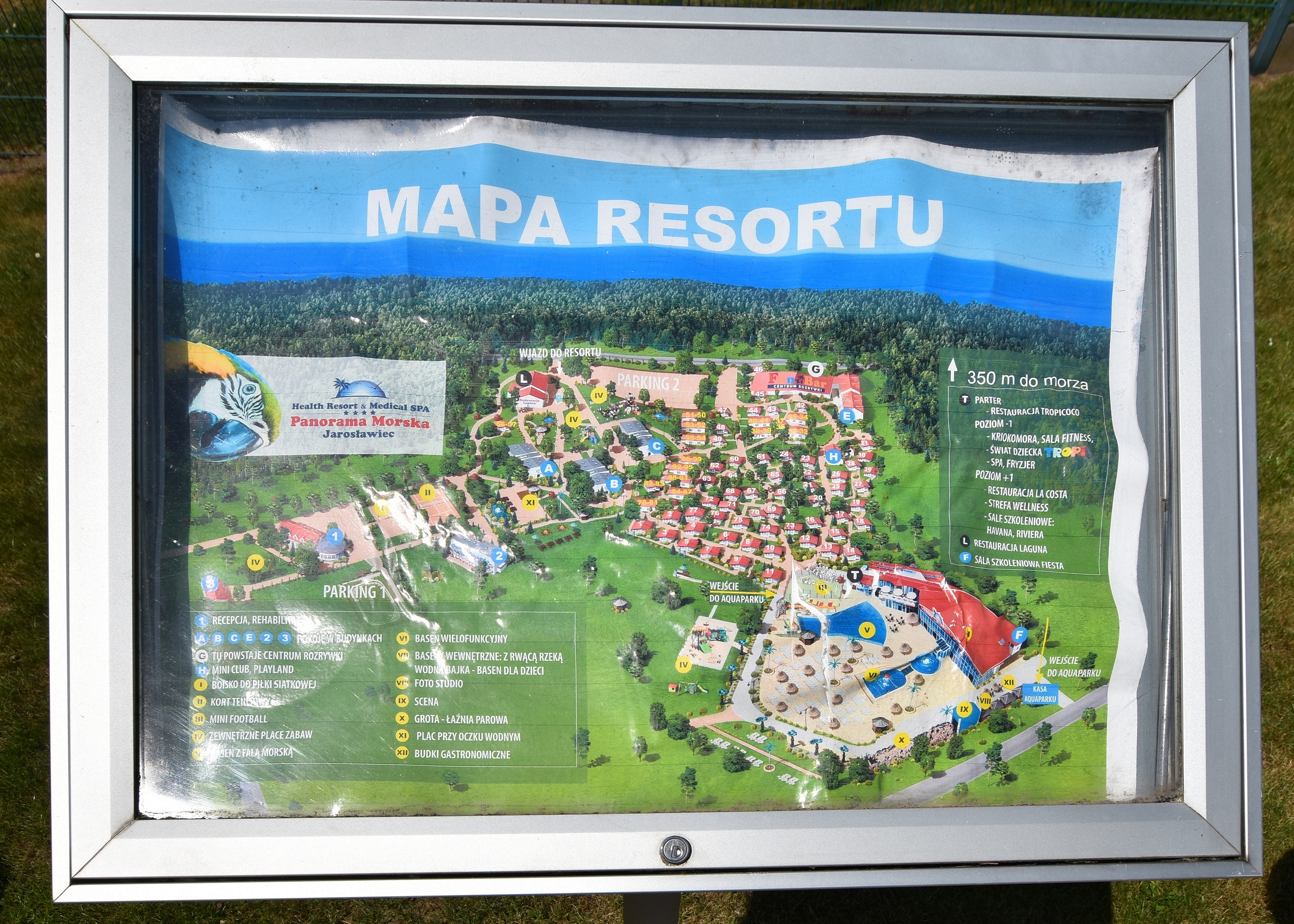
Aquapark „Panorama Morska”, mapa
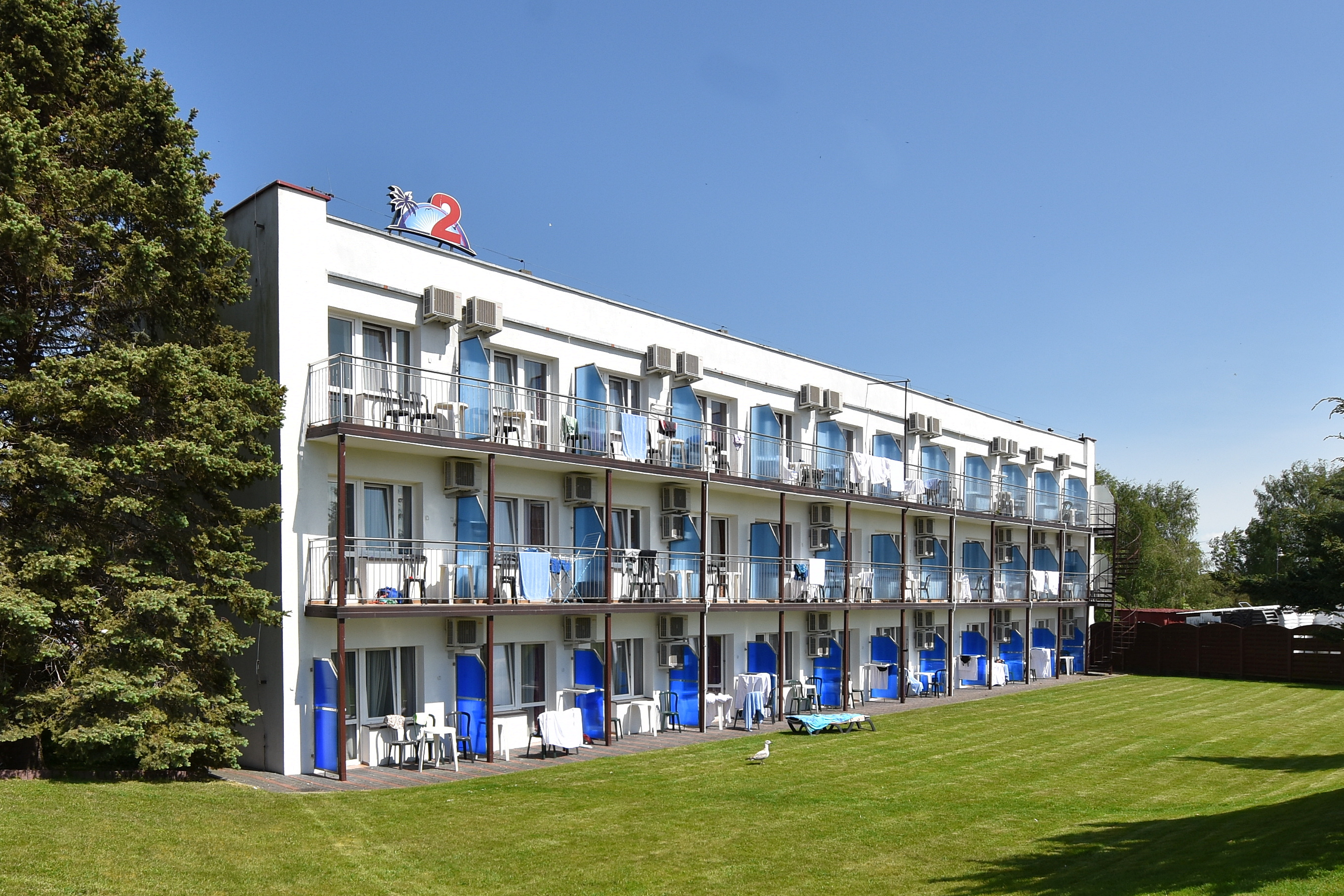
Aquapark „Panorama Morska”, hotel nr 2

### Aquapark
5 lipca 2008 przy «Health Resort & Medical SPA Panorama Morska» otwarto aquapark o łącznej powierzchni lustra wody około 1700 m². Jest to kompleks zarówno basenów wewnętrznych, jak i zewnętrznych.
W części zewnętrznej aquaparku znajdują się następujące atrakcje:
- basen ze sztuczną falą – osiąga głębokość od 0 do 1,6 m, natomiast powierzchnia lustra wody wynosi ok. 770 m²
- dwa baseny wielofunkcyjny – ich głębokość wynosi od 1,20 do 1,35 m. Baseny połączone są ze sobą za pomocą wodnego ślizgu i umieszczone są na dwóch różnych poziomach
- 6 zjeżdżalni – najdłuższa zakręcona rura, wyboista pomarańczowa zjeżdżalnia, ślizg do zjazdów w kilka osób oraz trzy zjeżdżalnie przeznaczone do wyścigów

W basenie wewnętrznym znajdują się:
- basen z rwącą rzeką – basen rekreacyjny o długości 55 m o głębokość 1,25 m
- dwie zjeżdżalnie rurowe
- basen dla dzieci „Wodna Bajka” – basen o głębokości 25 cm z dwoma zjeżdżalniami dla dzieci

### Posąg rybaka przed latarnią morską
Na placu przed latarnią morską w 2013 stanęła rzeźba rybaka z brązu. Jest symbolem i nawiązaniem do korzeni miejscowości będącej przez wieki małą rybacką osadą. Swoją ekspresją wyraża trud mieszkańców wkładany podczas połowu ryb. Dziś jest jednym z obowiązkowych punktów zwiedzania miejscowości. Wielu turystów robi sobie pamiątkowe zdjęcie na tle rzeźby i latarni morskiej.

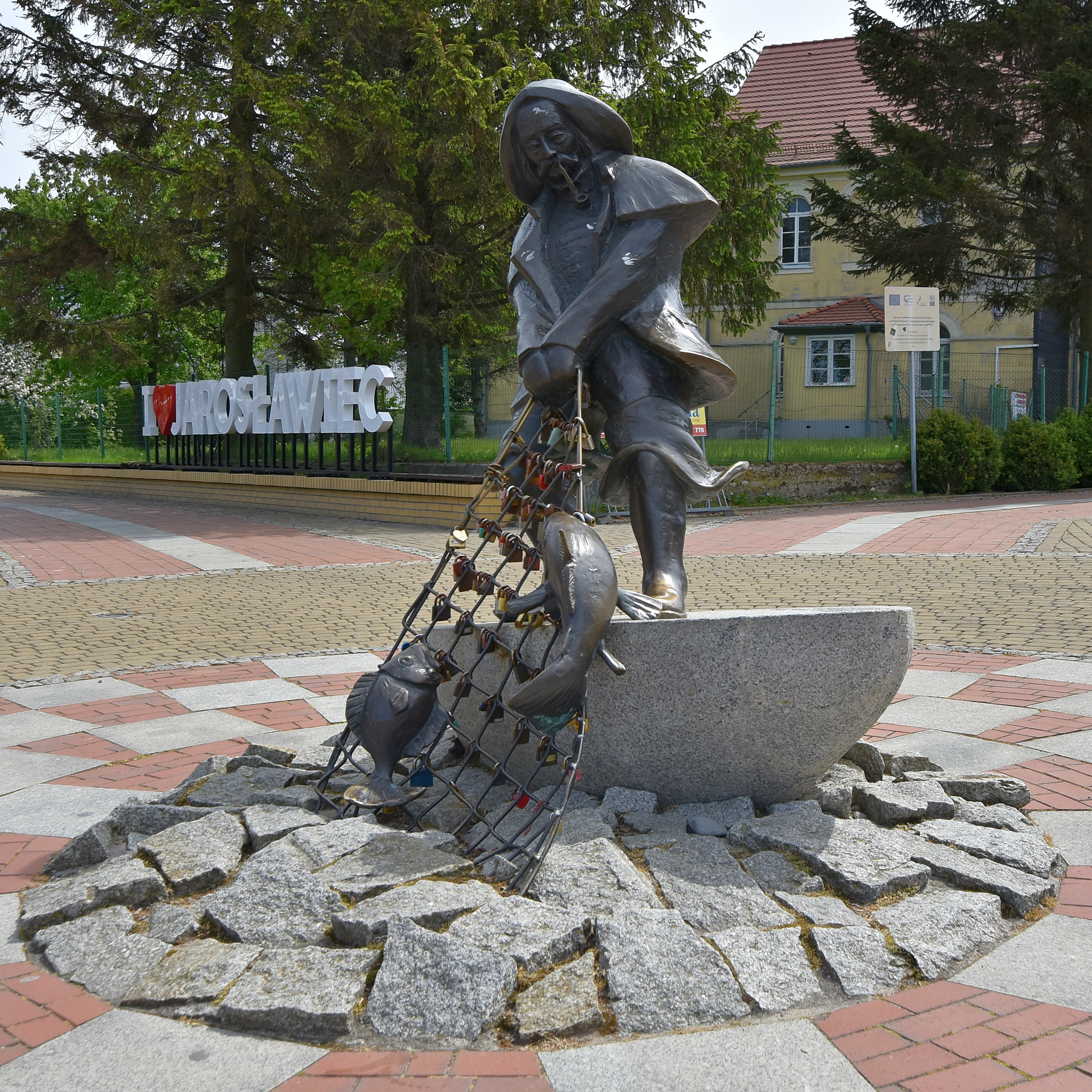
Pomnik rybaka
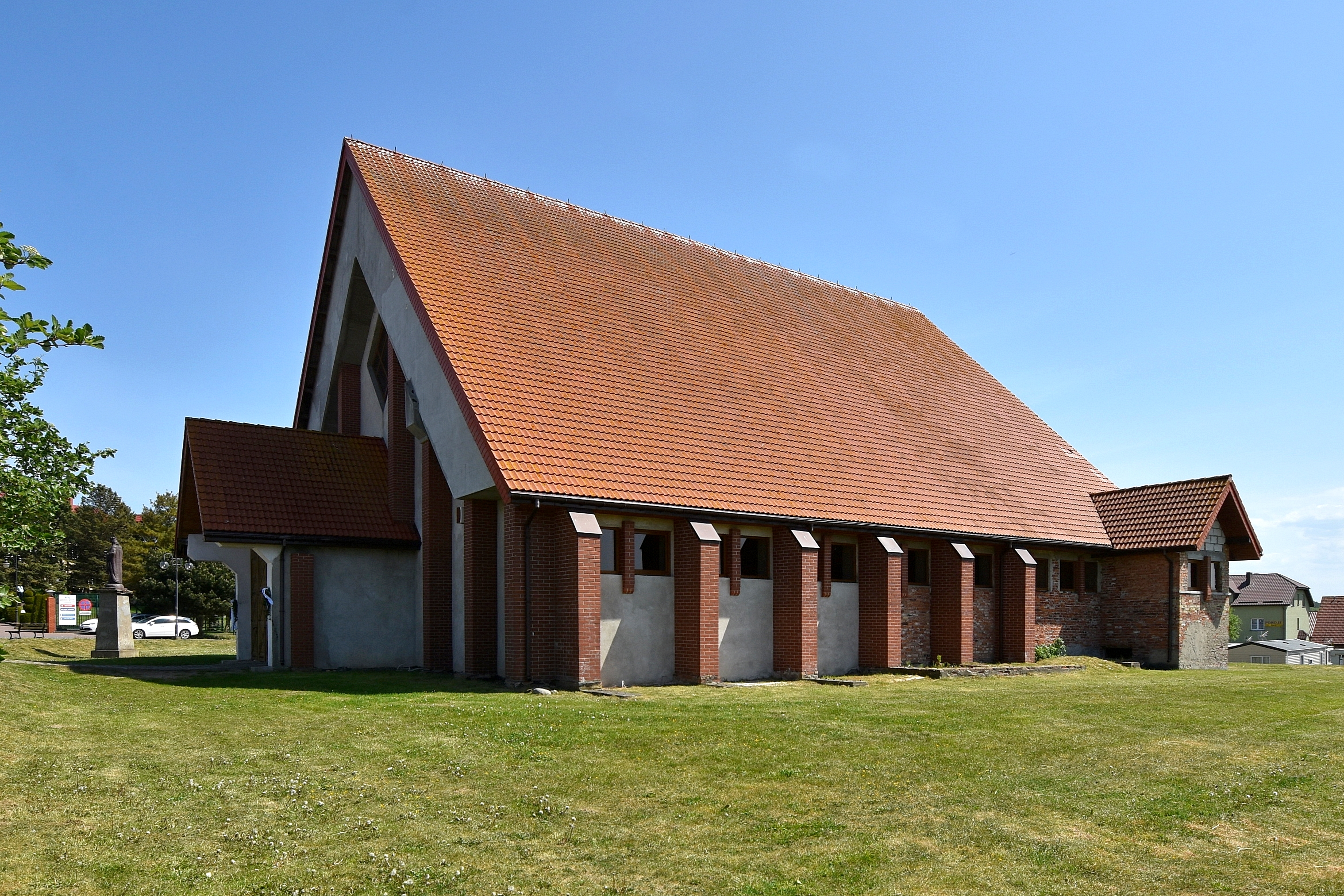
Kościół filialny
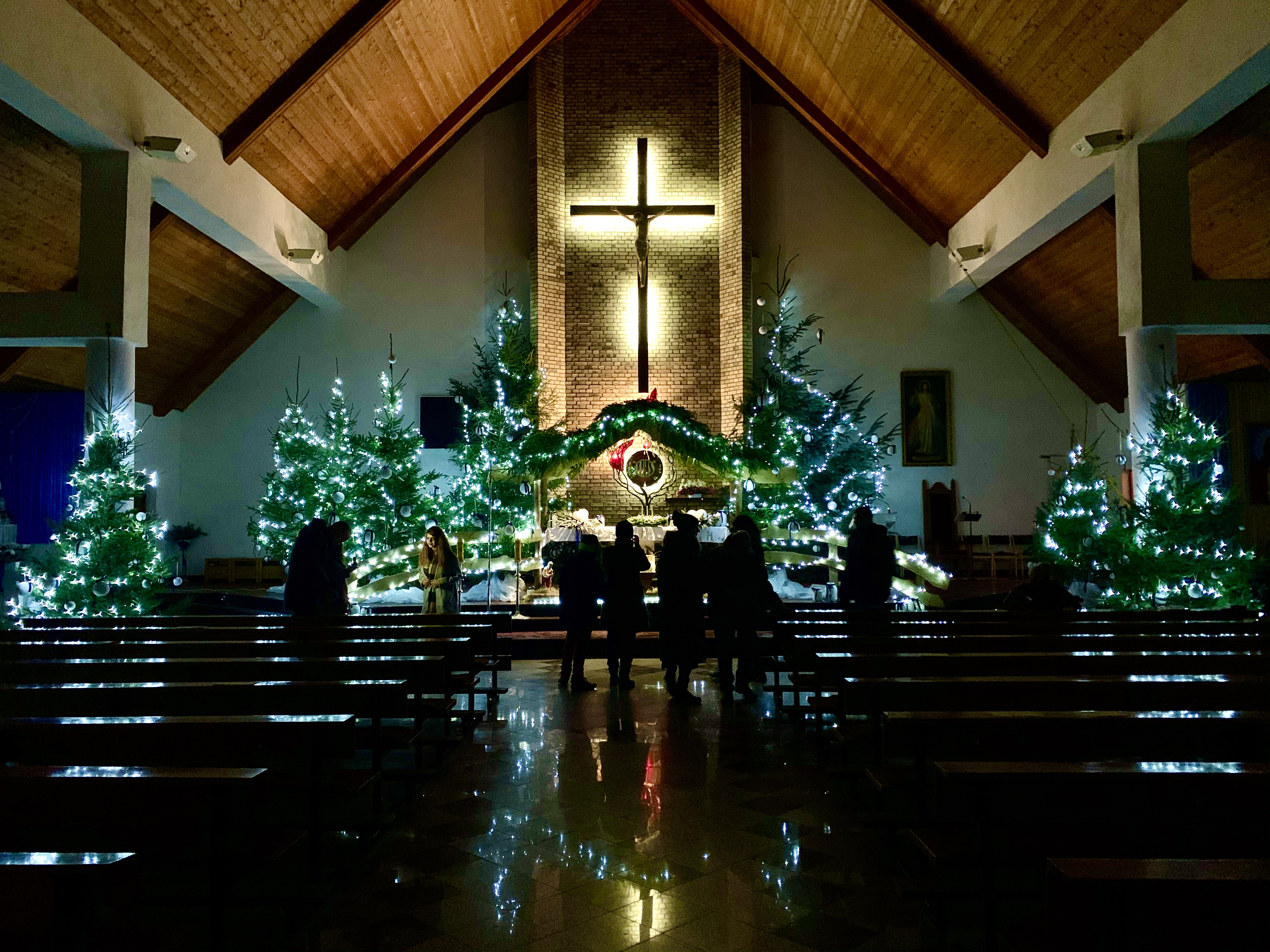
Ołtarz w kościele

### Kościół
Jeszcze w XX wieku msze święte odbywały się w małej, drewnianej kapliczce. Wobec napływu coraz większej liczby turystów nabożeństwa przeniesiono na plac kościelny, a ołtarzem był kuter rybacki. W 1989 rozpoczęto budowę dużego kościoła, który dałby możliwość uczestniczenia we mszy dla kilkuset wiernych. W kościele znajdują się 2 cenne naczynia liturgiczne wykonane z bursztynu (kielich eucharystyczny i puszka) ofiarowane przez mieszkańców Jarosławca. Kościół pełni funkcję kościoła filialnego parafii w Łącku.

## Transport

### Ulice
W Jarosławcu są dwie główne ulice:
- Nadmorska – historyczna, pierwsza ulica w Jarosławcu długości 750 metrów, od której odchodziły później pozostałe drogi; fragment ulicy Nadmorskiej (dł. ok. 250 m) od latarni morskiej do placu Nadmorskiego stanowi główny deptak i promenadę Jarosławca, jest w całości wykonany z reprezentacyjnego granitu
- Bałtycka – dzisiejsza główna ulica dla ruchu drogowego, na wschód biegnąca w stronę Sławna, na zachód w stronę Darłowa

Pozostałe ulice mają charakter lokalny, w większości są utwardzone asfaltem lub kostką brukową.

### Autobusy
W Jarosławcu znajduje się przystanek autobusowy PKS skąd odjeżdżają autobusy m.in. do: Darłowa, Sławna, Słupska, Rusinowa i Ustki. W czasie sezonu letniego Jarosławiec jest skomunikowany bezpośrednimi połączeniami autobusowymi z dużymi miastami takimi jak Wrocław, Poznań, Bydgoszcz, Warszawa, Kraków.

### Przystań morska
W 1994 w Jarosławcu ustanowiono urzędowo przystań morską dla rybaków. Przystań obejmuje dalbę wyciągową, plażę do bazowania łodzi, plac utwardzony o powierzchni 966 m² oraz akwatorium o szerokości 100 m liczonej od linii brzegu. Dostęp do przystani i jej nadzór zapewnia Urząd Morski w Słupsku. Kutry rybackie miejscowych rybaków pływają z sygnaturą JAR na burcie.

## Oświata
W Jarosławcu znajduje się zespół oświatowy, na który składają się żłobek, przedszkole i szkoła podstawowa. Część kompleksu po pożarze w 2018 została wybudowana od podstaw. Przy szkole znajduje się stadion „Orlik”.